# West Knoyle
 (septembre 2023).
West Knoyle est une paroisse civile et un village du Wiltshire, en Angleterre.